# Dimítrios Kokótis
Dimítrios Kokótis (en grec moderne : Δημήτριος Κοκότης, né le 12 avril 1972) était un athlète grec, spécialiste du saut en hauteur.
Sa meilleure performance est de 2,32 m (juillet 1998 à Athènes).